# Championnat du Costa Rica de football 1923
Navigation
Saison précédente Saison suivante
La Primera División 1923 est la troisième édition de la première division costaricienne.
Lors de ce tournoi, le CS Herediano n'a pas pu conserver son titre de champion du Costa Rica face aux cinq meilleurs clubs costariciens, ayant été exclu de la compétition.
Chacun des six clubs participant était confronté deux fois aux cinq autres équipes.

## Les 6 clubs participants
| \| San José: Gimnástica Española CS La Libertad CS Progreso LD Alajuelense CS Cartagines I San José I San José I San José CS La Unión \| Localisation des clubs engagés dans le championnat. |
| San José: Gimnástica Española CS La Libertad CS Progreso LD Alajuelense CS Cartagines I San José I San José I San José CS La Unión                                                           |

| Club                | Stade                        | Capacité          | Ville     |
| LD Alajuelense      | Stade inconnu                | Capacité inconnue | Alajuela  |
| CS Cartagines       | Stade inconnu                | Capacité inconnue | Cartago   |
| Gimnástica Española | Stade inconnu                | Capacité inconnue | San José  |
| CS La Libertad      | Stade Nacional du Costa Rica | 25 500            | San José  |
| CS Progreso         | Stade inconnu                | Capacité inconnue | San José  |
| CS La Unión         | Stade inconnu                | Capacité inconnue | Tres Ríos |

## Compétition
Les six équipes affrontent à deux reprises les cinq autres équipes selon un calendrier tiré aléatoirement. 
Le classement est établi sur l'ancien barème de points (victoire à 2 points, match nul à 1, défaite à 0).
Le départage final se fait selon les critères suivants :
- Le nombre de points.
- Un match de départage.

### Classement
| \| Rang \| Équipe \| Pts \| J \| G \| N \| P \| Bp \| Bc \| Diff \| \| ---- \| ------------------- \| --- \| -- \| - \| - \| - \| -- \| -- \| ---- \| \| 1 \| CS Cartagines \| 16 \| 10 \| 8 \| 0 \| 2 \| 29 \| 10 \| +19 \| \| 2 \| CS La Libertad \| 14 \| 10 \| 6 \| 2 \| 2 \| 25 \| 10 \| +15 \| \| 3 \| LD Alajuelense \| 13 \| 10 \| 5 \| 3 \| 2 \| 14 \| 9 \| +5 \| \| 4 \| Gimnástica Española \| 8 \| 10 \| 2 \| 4 \| 4 \| 11 \| 20 \| -9 \| \| 5 \| CS Progreso \| 5 \| 10 \| 1 \| 3 \| 6 \| 6 \| 25 \| -19 \| \| 6 \| CS La Unión[3] \| 4 \| 10 \| 1 \| 2 \| 7 \| 9 \| 20 \| -11 \| |                     |     |    |   |   |   |    |    |      |
| Rang | Équipe              | Pts | J  | G | N | P | Bp | Bc | Diff |
| 1 | CS Cartagines       | 16  | 10 | 8 | 0 | 2 | 29 | 10 | +19  |
| 2 | CS La Libertad      | 14  | 10 | 6 | 2 | 2 | 25 | 10 | +15  |
| 3 | LD Alajuelense      | 13  | 10 | 5 | 3 | 2 | 14 | 9  | +5   |
| 4 | Gimnástica Española | 8   | 10 | 2 | 4 | 4 | 11 | 20 | -9   |
| 5 | CS Progreso         | 5   | 10 | 1 | 3 | 6 | 6  | 25 | -19  |
| 6 | CS La Unión         | 4   | 10 | 1 | 2 | 7 | 9  | 20 | -11  |

## Bilan du tournoi
| Tableau d'Honneur |               |
| Compétition       | Vainqueur     |
| Primera División  | CS Cartagines |